# Drachenknochen

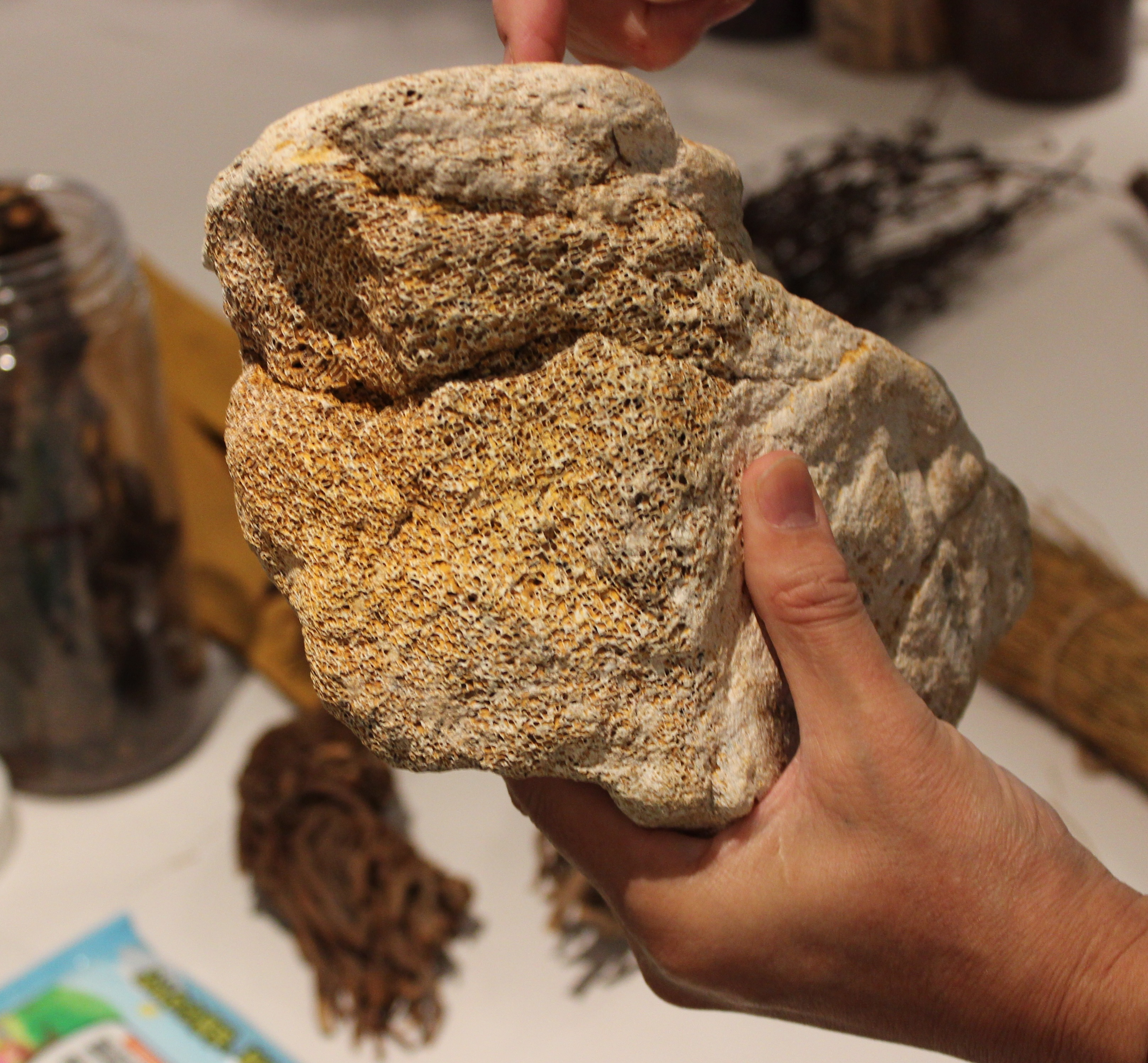
Das in der chinesischen Medizin verwendete Säugetierfossil, genannt ryuukotu

Drachenknochen, chin. 龙骨 lónggŭ, bezeichnet in der Traditionellen Chinesischen Medizin Fossilien, die als Arznei und Wundermittel verwendet werden.
Den versteinerten Tier- oder Menschenknochen wird im Volksglauben nachgesagt, im zerstoßenen Zustand bei sehr vielen Leiden zu helfen, beispielsweise bei Epilepsie oder Verdauungsbeschwerden. Der chinesische Drache (chin. Long) ist ein sehr mächtiges und zumeist positiv besetztes Fabelwesen. Seine Kraft soll durch die Medizin übertragen werden.
Fundorte von Drachenknochen gaben in China Hinweise für Archäologen auf prähistorische Funde. So führten sie zur Entdeckung des Peking-Menschen in Zhoukoudian. Der deutsche Naturforscher Karl A. Haberer, der 1899 wegen des Boxeraufstandes einen verlängerten Aufenthalt in Peking hatte, entdeckte auf den lokalen Märkten die Drachenknochen. Unter ihnen war auch, wie sich erst später herausstellte, ein menschlicher Backenzahn. 1903 hoffte der Paläontologe Max Schlosser, dass es in China zu weiteren Funden von menschlichen Fossilien kommen könne. Der von Haberer erworbene Backenzahn gelangte später auf Umwegen in die schwedische Stadt Uppsala und inspirierte die Forschungen von Johan Gunnar Andersson.